# Politik i Indien

Indiens statsvapen.

Politik i Indien bestäms till stor del av landets federala statsskick. Traditionellt delas det politiska systemet in i tre nivåer;
1. Federala nivån (unionen)
2. Delstatsnivån
3. Lokal nivå (delvis i olika former, men hela landet är indelat i distrikt)

## Grundlag och statsskick

### Regering
Indiens federala regering, officiellt kallat unionsregeringen, har större maktbefogenheter än vad som är vanligt i förbundsstater. En förklaring är att det indiska politiska systemet är byggt dels efter förhållandena i Storbritannien, som tidigare hade en stark nationell regering, och dels på det koloniala arvet från Brittiska Indien. Landets författning slår fast en parlamentarisk förbundsrepublik med Indiens president som statschef. Detta ämbete är dock ceremoniellt och i praktiken vilar den verkställande makten hos regeringschefen, Indiens premiärminister.

### Parlament
Den indiska folkrepresentationen på central nivå utgörs av Indiens parlament. Parlamentet bygger på ett tvåkammarsystem där överhuset, Rajya Sabha, representerar delstaterna och underhuset, Lok Sabha, är hela landets direktvalda församling. Regeringen, ledd av premiärministern, är parlamentariskt ansvarig inför Lok Sabha.

Karta över Indiens delstatsindelning.

### Delstaterna
De primära administrativa enheterna i Indien är delstater och unionsterritorier. Delstaterna åtnjuter i enlighet med det federala statsskicket långtgående självbestämmande med politiska system som i stort speglar den federala nivån, med egna delstatsparlament och delstatsregeringar under ledning av en chefsminister. Unionsterritorier kallas de områden som inte klassificeras som delstater utan lyder direkt under unionsregeringen i New Delhi.
De indiska delstaternas självstyre kan temporärt upphävas av unionsregeringen om det regionala politiska systemet bedöms ha brutit samman, varpå så kallat presidentstyre införs i dess ställe. Delstatsregeringen avsätts då och delstaten styrs då från New Delhi.

## Statsförvaltning
Den indiska statsförvaltningen, Indian Administrative Service, ibland kallad "den indiska stålramen", skapades i samband med självständigheten 1947 på grundval av den brittiska koloniala statsförvaltningen, Indian Civil Service. Den indiska grundlagen stadgar att Indien är en sekulär och socialistisk stat, vilket i mångt och mycket kan sägas stämma, trots att något utpräglat vänsterparti aldrig innehaft den federala regeringsmakten. Detta innebär att den politiska sektorn är stark i Indien, och förvaltningens roll är vital för många former av samhällsförändringar.
De olika centrala ämbetsverken inom förvaltningen, till exempel skatteväsendet, har en hierarkisk uppbyggnad, på så sätt att skatteväsendet och de andra ämbetsverken har med det politiska systemet parallella nivåer. Jämfört med USA, där den federala förvaltningen är indelad i större geografiska enheter än motsvarande inom politiken, stärker det bilden av en stark kontroll för den federala regeringen.
Den civila statsförvaltningen styr också i viss utsträckning över Indiens kommuner. Exempelvis ska stadsdirektörerna i större kommuner utses av och fungera inom IAS.

## Politiska partier

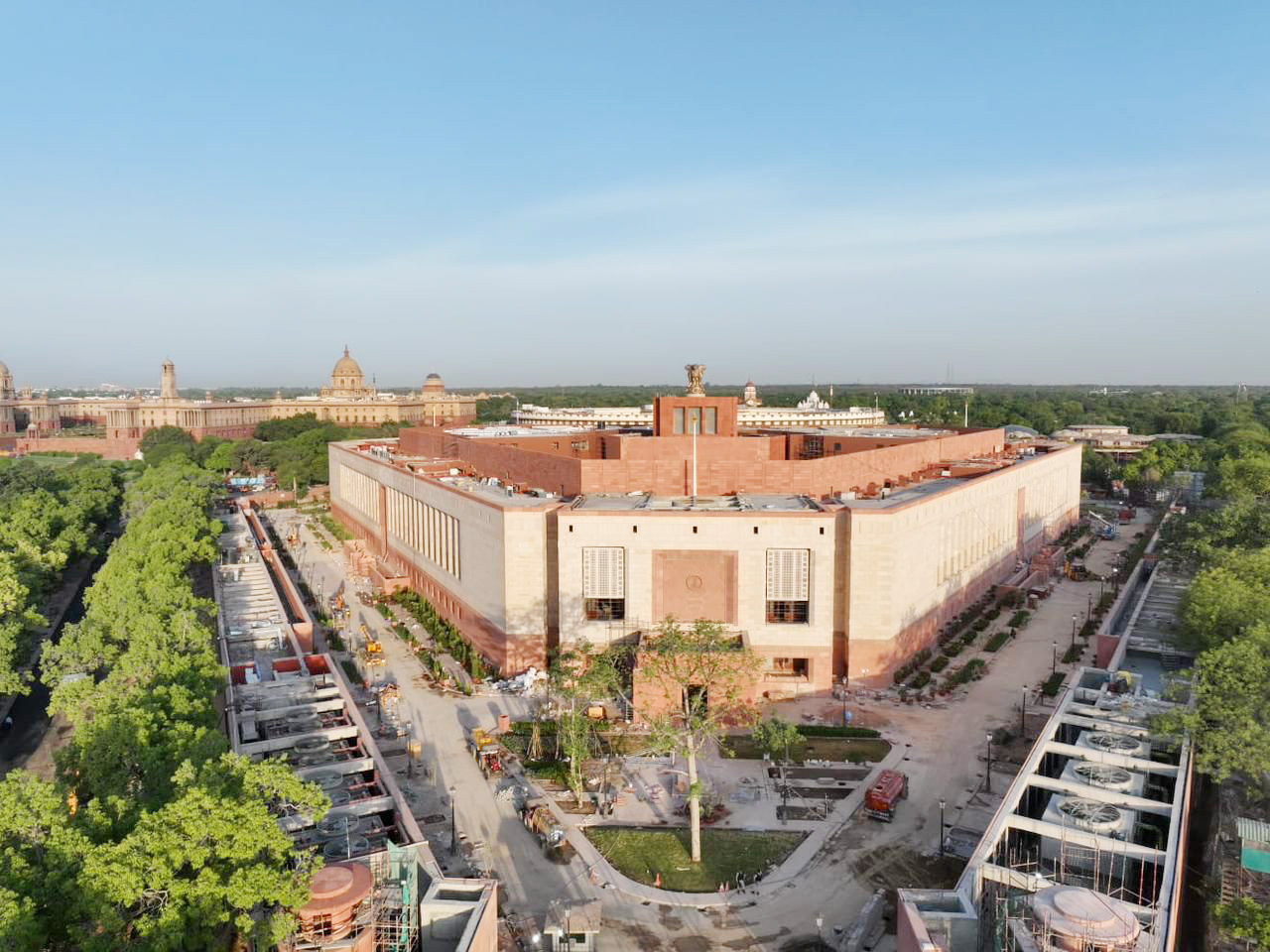
Sansad Bhavan, parlamentshuset i New Delhi

Indiens partipolitiska system kännetecknas av mycket stor mångfald och ständiga brytningar inom stora partier liksom flyktiga allianser, inte sällan tvärs över ideologiska skiljelinjer. Sedan självständigheten 1947 beräknas över 200 partier ha bildats i landet. Många partier byggs i någon mån på partiledarens karisma och duglighet och i många fall har partierna fått ett slags dynastiskt ledarskap, som t.ex. Kongresspartiet som ända sedan självständigheten letts av medlemmar av familjen Nehru-Gandhi. Ett resultat av detta är att de flesta partier med undantag för kommunistpartierna inte prioriterar ideologi särskilt högt utan istället framhåller just ledarnas goda karaktär.
De största politiska partierna erhåller officiell status som antingen "nationella partier" eller "delstatspartier". Som nationella partier räknas de partier som vinner 6% av rösterna i minst fyra delstater i ett allmänt val samt erhåller minst fyra mandat i Lok Sabha. Delstatspartier är de som i ett allmänt val i en delstat vinner minst 6% av rösterna samt minst två mandat i delstatsparlamentet.
  I maj  2019 fick premiärminister Narendra Modi och hans hindunationalistiska parti BJP en historisk jordskredsseger i parlamentsvalet . BJP  hade säkrat en klar egen majoritet av parlamentets platser. Modi hade varit i makten sedan valet år 2014. Både Kongresspartiet och kommunisterna förlorade i valet.

## Kvotering inom politiken
I Indien är etnisk och social kvotering vanlig. Sedan lång tid tillbaka har scheduled tribes och backward castes rätt till egna kvoter vid antagning, anställning och val i många olika sammanhang. Exempelvis måste i landets kommunfullmäktigeförsamlingar sedan 1994 till minst en tredjedel bestå av kvinnor, och till minst 27 % tillhöra grupperna scheduled tribes och backward castes. Med regelbundna mellanrum måste också borgmästarposten, och därmed jämställda befattningar, ges till någon som tillhör dessa kvotgrupper. Omkring en fjärdedel av mandaten i Lok Sabha kan bara vinnas av kandidater som tillhör scheduled tribes eller backward castes.

### Kända politiker
- Manmohan Singh
- Acharya Kripalani
- Mahatma Gandhi
- Jawaharlal Nehru
- Indira Gandhi
- Rajiv Gandhi
- N.T. Rama Rao
- Atal Behari Vajpayee
- Bhimrao Ramji Ambedkar
- Madhavrao Scindia
- Narendra Modi

| - Mandatfördelningen i Lok Sabha 2004 - Mandatfördelningen i Lok Sabha 1999 - Mandatfördelningen i Lok Sabha 1998 - Mandatfördelningen i Lok Sabha 1996 - Mandatfördelningen i Lok Sabha 1991 - Mandatfördelningen i Lok Sabha 1989 - Mandatfördelningen i Lok Sabha 1985 - Mandatfördelningen i Lok Sabha 1984 - Mandatfördelningen i Lok Sabha 1980 - Mandatfördelningen i Lok Sabha 1977 - Mandatfördelningen i Lok Sabha 1971 - Mandatfördelningen i Lok Sabha 1967 - Mandatfördelningen i Lok Sabha 1962 - Mandatfördelningen i Lok Sabha 1957 - Mandatfördelningen i Lok Sabha 1951 |